# Copa de Mongolia
La Copa de Mongolia es el mayor torneo eliminatorio de fútbol celebrado en Mongolia. Fue disputada por primera vez en 1996 y es organizada por la Federación de Fútbol de Mongolia.

## Campeones
| Temporada | Campeón              | Resultado       | Finalista           |
| --------- | -------------------- | --------------- | ------------------- |
| 1996      | Erchim               |                 |                     |
| 1997      | Erchim               |                 |                     |
| 1998      | Erchim               |                 |                     |
| 1999      | Erchim               |                 |                     |
| 2000      | Erchim               |                 |                     |
| 2001      | Mon-Uran             | [ 1 ]           |                     |
| 2002-2009 | Sin información      | Sin información | Sin información     |
| 2010      | Khaliun Od           |                 |                     |
| 2011      | Erchim               |                 |                     |
| 2012      | Erchim               | 1-1 (5-4 pen.)  | Khasiin Khulguud    |
| 2013      | Dornod Province      | [ 3 ]           |                     |
| 2014      | Darkhan-Uul Province | 3-0             | Khovd Province      |
| 2015      | Erchim               | 4-0             | FC Ulaanbaatar      |
| 2016      | Khangarid            | 3-0             | Deren FC            |
| 2017      | Ulaanbaatar City FC  | 4-2             | FC Ulaanbaatar      |
| 2018      | Athletic 220 FC      | 2-0             | Ulaanbaatar City FC |